# Adisak Seebunmee
Adisak Seebunmee (thailändisch อดิศักดิ์ สีบุญมี, * 12. Januar 2000) ist ein thailändisch-schwedischer Fußballspieler.

## Karriere
Adisak Seebunmee steht seit Januar 2023 beim Uthai Thani FC unter Vertrag. Der Verein aus Uthai Thani spielt in der zweiten Liga. Wo er vorher gespielt hat, ist unbekannt. Sein Zweitligadebüt gab Adisak Seebunmee am 21. Januar 2023 (20. Spieltag) im Auswärtsspiel gegen den Nakhon Pathom United FC. Beim 3:0-Auswärtserfolg wurde er in der 72. Minute für Phattharaphon Kangsopa eingewechselt. Am Ende der Saison wurde er mit Uthai Thani Tabellendritter und qualifizierte sich somit für die Aufstiegsspiele zur ersten Liga. Hier konnte man sich im Finale gegen den Customs United FC durchsetzen und stieg in die erste Liga auf. Nach 25 Ligaspielen wurde sein Vertrag im Sommer 2024 nicht verlängert. Im Juni 2024 nahm ihn der Erstligist Sukhothai FC unter Vertrag. Nach einer Spielzeit, in der er für den Verein aus Sukhothai 13 Ligaspiele bestritt, wurde sein Vertrag im Sommer 2025 nicht verlängert.